# 下呂市立尾崎小学校
下呂市立尾崎小学校（げろしりつ おさきしょうがっこう）は岐阜県下呂市にある市立の小学校。

## 概要
- 旧・益田郡萩原町の北西部、野上・尾崎・四美・山之口[注釈 1]が校区である。

## 沿革
現在の尾崎小学校は、1988年（昭和63年）4月に萩原町立尾崎小学校と萩原町立山之口小学校を統合して開設された小学校である。ここでは、統合前の尾崎小学校を尾崎小学校〈旧〉として記述する。
- 1873年（明治6年） - 尾崎小学校が開校。野上村、尾崎村、四美村が校区。永養寺[注釈 2]を仮校舎とする。
- 1875年（明治8年） - 
  - 字蕨野に移転。
  - 西上田村、跡津村、羽根村、野上村、尾崎村、四美村、三原村、少ヶ野村が合併し、川西村が発足。
- 1882年（明治15年） - 校舎を新築。
- 1886年（明治19年） - 尾崎簡易科小学校に改称する。その後尾崎尋常小学校に改称する[注釈 3]。
- 1901年（明治34年） - 尾崎尋常高等小学校に改称する。
- 1902年（明治35年） - 校舎を改築する。
- 1911年（明治44年） - 平沢分教場を設置。
- 1920年（大正9年） - 校舎を新築する。
- 1941年（昭和16年） - 尾崎国民学校に改称する。
- 1947年（昭和22年） - 川西村立尾崎小学校に改称する。
- 1956年（昭和31年）8月25日 - 萩原町、川西村、大野郡山之口村と合併し、改めて萩原町が発足。同時に萩原町立尾崎小学校〈旧〉に改称する。
- 1963年（昭和38年）
  - 3月 - 平沢分校を廃止。
  - 12月 - 新校舎（鉄筋コンクリート造）が完成。
- 1980年（昭和55年） - 体育館が完成。
- 1988年（昭和63年）4月 - 尾崎小学校〈旧〉と山之口小学校を統合し、萩原町立尾崎小学校として新たに開校。校地は尾崎小学校〈旧〉を使用し、校舎は尾崎小学校〈旧〉の校舎と増築校舎（1988年3月完成）を使用。
- 1991年（平成3年） - プールが完成。
- 2004年（平成16年）3月1日 - 下呂町、小坂町、金山町、萩原町、馬瀬村が合併し、下呂市が発足。同時に下呂市立尾崎小学校に改称する。